# Manuel Pamić
Manuel Pamić (ur. 20 sierpnia 1986 w Žminju) – chorwacki piłkarz występujący na pozycji obrońcy. Od 2020 grający trener Smoljanci Sloboda.
Jest wychowankiem NK Žminj. W 2003 roku trafił do klubu Istra 1961. Następnie w latach 2004–2008 grał w NK Rijeka. W 2008 roku został piłkarzem austriackiego Red Bull Salzburg. W 2009 roku przebywał na wypożyczeniu w Sparcie Praga, zaś rok później został wykupiony przez ten klub za 400.000 euro. W 2013 roku został wypożyczony do Chievo Werona, a w 2014 do AC Siena. W 2015 najpierw grał we Frosinone Calcio, a następnie został zawodnikiem Istry 1961. Później został piłkarzem Rovinj. Następnie przeszedł do zespołu Novigrad po trzech latach wrócił do Rovinj. Po niecałym roku w 2020 przeszedł do NK Smoljanci Sloboda w którym został grającym trenerem.